# Giovanni del Palatinato-Neumarkt
Giovanni del Palatinato-Neumarkt (in tedesco Johann Pfalzgraf von Neumarkt) (Neunburg vorm Wald, 1383 – Kastl, 14 marzo 1443) fu conte palatino di Neumarkt dal 1410 fino alla sua morte.

## Biografia
Giovanni, secondo figlio del re Roberto del Palatinato  e di sua moglie Elisabetta di Norimberga, divenne governatore dell'Alto Palatinato nel 1404. Come governatore, Giovanni intraprese una guerra contro la Boemia, nella quale rapì il re Venceslao (1405). Dopo la morte di suo padre nel 1410, il Palatinato elettorale fu diviso tra i suoi quattro figli. Giovanni ottenne alcune parti dell'odierno Alto Palatinato, scegliendo Neumarkt come sua nuova residenza, dove costruì un castello e delle chiese. Il trasferimento della sua corte a Neumarkt portò in città un periodo di grande crescita culturale, economica ed edilizia.
Dopo la morte del fratello Ludovico III († 1436) riuscì a respingere le pretese del fratello minore Ottone, che aveva ricevuto la tutela sull'ancor minorenne Ludovico IV. Di conseguenza, dal 1437 al 1442, Giovanni regnò de facto sull'intero Alto Palatinato, ma dovette rinunciare ai suoi nuovi possedimenti dopo che Ludovico IV divenne maggiorenne.
Grazie alle relazioni con gli Hohenzollern di Norimberga e Ansbach, riuscì a diventare membro del Consiglio reale danese. In seguito suo figlio Cristoforo, nel 1440, ereditò le Corone di Danimarca, Svezia e Norvegia da suo zio materno Eric di Pomerania.
Il 14 marzo 1443 Giovanni morì nel castello di Kastl. Fu sepolto a Neunburg vorm Wald.

## Matrimoni e discendenza
Il suo primo matrimonio fu con Caterina di Pommern-Stolp (1390-1426), figlia del duca Vratislao VII di Pomerania e sorella di Eric di Pomerania. L’unione generò sette figli, sei dei quali morirono durante l'infanzia:
- Margherita (1408 - morì in giovane età)
- Adolfo (1409-1409)
- Ottone (1410 - morì in giovane età)
- Giovanni (1411 - morì in giovane età)
- Federico (1412 - morì in giovane età)
- Giovanni (1413-1413)
- Cristoforo (26 febbraio 1416 - 5 gennaio 1448), Re di Danimarca, Svezia e Norvegia.

Dopo la morte di Caterina, Giovanni si sposò una seconda volta, con Beatrice di Baviera, figlia del duca Ernesto di Baviera-Monaco. Da Beatrice Giovanni non ebbe discendemza.

## Ascendenza
|                                  |                           |                           | Genitori                               |  |  | Nonni |  |  | Bisnonni              |  |  | Trisnonni            |  |
|                                  |                           |                           |                                        |  |  |       |  |  | Adolfo del Palatinato |  |  | Rodolfo I di Baviera |  |
|                                  |                           |                           |                                        |  |  |       |  |  | Adolfo del Palatinato |  |  | Rodolfo I di Baviera |  |
|                                  |                           | Melchilde di Nassau       |                                        |  |  |       |  |  | Adolfo del Palatinato |  |  |                      |  |
| Roberto II del Palatinato        |                           |                           |                                        |  |  |       |  |  | Adolfo del Palatinato |  |  |                      |  |
|                                  |                           | Irmengarda di Oettingen   | Ludovico VI di Oettingen               |  |  |       |  |  |                       |  |  |                      |  |
|                                  |                           | Irmengarda di Oettingen   | Ludovico VI di Oettingen               |  |  |       |  |  |                       |  |  |                      |  |
|                                  |                           | Irmengarda di Oettingen   | …                                      |  |  |       |  |  |                       |  |  |                      |  |
| Roberto III del Palatinato       |                           | Irmengarda di Oettingen   |                                        |  |  |       |  |  |                       |  |  |                      |  |
|                                  |                           | Pietro II di Sicilia      | Federico III d'Aragona                 |  |  |       |  |  |                       |  |  |                      |  |
|                                  |                           | Pietro II di Sicilia      | Federico III d'Aragona                 |  |  |       |  |  |                       |  |  |                      |  |
|                                  |                           | Pietro II di Sicilia      | Eleonora d'Angiò                       |  |  |       |  |  |                       |  |  |                      |  |
| Beatrice d'Aragona               |                           | Pietro II di Sicilia      |                                        |  |  |       |  |  |                       |  |  |                      |  |
|                                  |                           | Elisabetta di Carinzia    | Ottone III del Tirolo                  |  |  |       |  |  |                       |  |  |                      |  |
|                                  |                           | Elisabetta di Carinzia    | Ottone III del Tirolo                  |  |  |       |  |  |                       |  |  |                      |  |
|                                  |                           | Elisabetta di Carinzia    | Eufemia di Slesia-Liegnitz             |  |  |       |  |  |                       |  |  |                      |  |
| Giovanni del Palatinato-Neumarkt |                           | Elisabetta di Carinzia    |                                        |  |  |       |  |  |                       |  |  |                      |  |
|                                  | Giovanni II di Norimberga | Federico IV di Norimberga |                                        |  |  |       |  |  |                       |  |  |                      |  |
|                                  | Giovanni II di Norimberga | Federico IV di Norimberga |                                        |  |  |       |  |  |                       |  |  |                      |  |
|                                  | Giovanni II di Norimberga | Margherita di Carinzia    |                                        |  |  |       |  |  |                       |  |  |                      |  |
| Federico V di Norimberga         | Giovanni II di Norimberga |                           |                                        |  |  |       |  |  |                       |  |  |                      |  |
|                                  |                           | Elisabetta di Henneberg   | Bertoldo VII di Henneberg-Schleusingen |  |  |       |  |  |                       |  |  |                      |  |
|                                  |                           | Elisabetta di Henneberg   | Bertoldo VII di Henneberg-Schleusingen |  |  |       |  |  |                       |  |  |                      |  |
|                                  |                           | Elisabetta di Henneberg   | Adelaide d'Assia                       |  |  |       |  |  |                       |  |  |                      |  |
| Elisabetta di Norimberga         |                           | Elisabetta di Henneberg   |                                        |  |  |       |  |  |                       |  |  |                      |  |
|                                  |                           | Federico II di Meißen     | Federico I di Meißen                   |  |  |       |  |  |                       |  |  |                      |  |
|                                  |                           | Federico II di Meißen     | Federico I di Meißen                   |  |  |       |  |  |                       |  |  |                      |  |
|                                  |                           | Federico II di Meißen     | Elisabetta di Lobdeburg                |  |  |       |  |  |                       |  |  |                      |  |
| Elisabetta di Meißen             |                           | Federico II di Meißen     |                                        |  |  |       |  |  |                       |  |  |                      |  |
|                                  |                           | Matilde di Baviera        | Ludovic IV del S.R.I.                  |  |  |       |  |  |                       |  |  |                      |  |
|                                  |                           | Matilde di Baviera        | Ludovic IV del S.R.I.                  |  |  |       |  |  |                       |  |  |                      |  |
|                                  |                           | Matilde di Baviera        | Beatrice di Slesia-Glogau              |  |  |       |  |  |                       |  |  |                      |  |
|                                  |                           | Matilde di Baviera        |                                        |  |  |       |  |  |                       |  |  |                      |  |